# 1-й переулок Измайловского Зверинца
1-й переу́лок Изма́йловского Звери́нца (с 19 июня 1929 года до 1935 года — 1-й переу́лок Изма́йловского Звери́нца посёлка Измайловский Зверинец) — переулок в Восточном административном округе города Москвы на территории района Измайлово.

## История
При царе Алексее Михайловиче в районе села Измайлово для охотничьих забав был создан Звериный двор, где содержались олени, туры, лоси. В 1731 году зверинец был расширен и перестроен, в него были завезены из разных стран изюбри, дикобразы, кабаны, китайские коровы, дикие ослы, сайгаки, фазаны, обезьяны. При зверинце выросло селение Звериная слобода, которое затем развилось в посёлок Измайловский Зверинец. В 1826 году зверинец был ликвидирован. 19 июня 1929 года один из переулков посёлка получил современное название, а сам посёлок в 1935 году вошёл в состав Москвы.

## Расположение
1-й переулок Измайловского Зверинца, являясь продолжением Щербаковской улицы, проходит от неё на восток до Народного проспекта, пересекая Вернисажную улицу (в которую 6 ноября 2018 года была включена северная часть 2-й улицы Измайловского Зверинца). Участок 1-го переулка Измайловского Зверинца от Вернисажной улицы до Народного проспекта расположен на территории Измайловского парка.

## Примечательные здания и сооружения
По чётной стороне:
- д. 10 — механическая база Измайловского парка.

## Транспорт

### Автобус
- 36: от Щербаковской улицы до Вернисажной улицы в одну сторону.
- 311: от Щербаковской улицы до Вернисажной улицы и обратно.
- 634: от Щербаковской улицы до Вернисажной улицы в одну сторону.

### Трамвай
- 11: от Щербаковской улицы до Вернисажной улицы и обратно.
- 12: от Щербаковской улицы до Вернисажной улицы и обратно.
- 34: от Щербаковской улицы до Вернисажной улицы и обратно.

### Метро
- Станция метро «Партизанская» Арбатско-Покровской линии — севернее переулка, на Измайловском шоссе.